# Hayate no Gotoku!
Hayate no Gotoku! (jap. ハヤテのごとく!) ist eine Manga-Serie von Kenjirō Hata, die von 2005 bis 2017 in Japan erschien. Die Reihe wurde mehrfach als Anime sowie als Videospiel, Realfilmserie und Light Novel adaptiert und ist in die Genres Comedy und Harem einzuordnen. Anime und Manga wurden international auch als Hayate the Combat Butler bekannt.

## Inhalt
Der 16-jährige Hayate Ayasaki (綾崎 ハヤテ) wird von seinen Eltern an die Yakuza verkauft, um deren hohe Schulden loszuwerden. Die wollen seine Organe verkaufen, um das Geld einzutreiben. Um sich daher so schnell wie möglich von den Yakuza zu befreien, beschließt Hayate, ein Mädchen zu entführen und sich vom Lösegeld freizukaufen. Doch die 13-jährige Nagi Sanzenin (三千院 ナギ), Tochter einer reichen Familie, missversteht seine tollpatschige Entführung als Liebesgeständnis. Schließlich verrät Hayate auch noch seinen wahren Namen und bringt sich so noch mehr in Gefahr. Doch als Nagi, die selbst in ihn verliebt ist, von seinen Schulden erfährt, hat sie Mitleid und bietet ihm an, für sie als Butler zu arbeiten – so lange, bis er die Schulden abbezahlt hat, was aber voraussichtlich erst in 40 Jahren erreicht ist. So wird Hayate zu ihrem Beschützer und ist damit erneut mit den Yakuza konfrontiert, die es nun ebenfalls auf Nagi abgesehen haben.
In seinem neuen Alltag muss Hayate auch andere Angreifer abwehren, die es auf seinen Schützling abgesehen haben. Die sich als Manga- und Anime-vernarrter Otaku entpuppende Nagi bleibt weiterhin in ihn verliebt, auch wenn er ihre Gefühle nicht erkennt, und stellt ihm immer wieder außergewöhnliche Aufgaben. Hayate dagegen fühlt sich eher zum Dienstmädchen Maria hingezogen. Später kommen weitere Mädchen hinzu, die um Hayates Gunst werben: seine Schulfreundin Ayumu Nishizawa (西沢 歩), die frühere Schülerratsvorsitzende der Hakuō-Oberschule Hinagiku Katsura (桂 ヒナギク) und seine Kindheitsfreundin Athene Tennōsu (天王州 アテネ).

## Print-Veröffentlichungen
Der Manga erschien von Februar 2005 bis April 2017 im Magazin Shōnen Sunday bei Shogakukan. Der Verlag brachte die Kapitel auch gesammelt in 52 Bänden heraus. Eine englische Übersetzung wurde von Viz Media herausgegeben, eine französische von Kana, eine spanische von Glénat und eine chinesische von Sharp Point Press auf Taiwan.
In Japan erschienen auch zwei Light Novels zum Manga: Zunächst am 24. Mai 2007 ein Band, geschrieben von Toshihiko Tsukiji mit Illustrationen von Kenjiro Hata, dem Mangaka des Originals. Es folgte am 18. März 2008 die Light Novel Nagi ga Tsukaima!? Yattoke Sekai Seifuku (ナギが使い魔!?やっとけ★世界征服) mit Illustrationen nicht nur von Hata, sondern auch von Eiji Usatsuka. Beide Bücher erschienen beim Imprint Gagaga Bunko von Shogakukan.

## Anime
Zum Manga wurde eine Animeserie produziert, die insgesamt vier Staffeln mit 101 Folgen umfasst. Die erste Staffel mit 52 Episoden entstand 2007 bei Studio SynergySP unter der Regie von Keiichiro Kawaguchi und nach einem Konzept von Junki Takegami und Shinichi Inotsume. Das Charakterdesign stammt von Osamu Horiuchi und die Kameraführung lag bei Hiroki Tsubouchi. Die Serie wurde vom 1. April 2007 bis zum 30. März 2008 von TV Tokyo ausgestrahlt. Um einige Tage versetzt erfolgte die Ausstrahlung auf diversen Regionalsendern. Die zweite Staffel mit 25 Folgen entstand bei J.C.Staff. Regie führte Yoshiaki Iwasaki und Hauptautoren waren Hideki Shirane und Yōsuke Kuroda. Das Charakterdesign entwarf Masahiro Fujii und die künstlerische Leitung lag bei Makoto Shiraishi. Der Anime wurde vom 3. April bis zum 18. September 2009 von TV Tokyo in Japan gezeigt. Die dritte und die vierte Staffel mit je 12 Folgen wurden bei Manglobe unter der Regie von Yōichi Ueda und Masashi Kudō produziert. Hauptautorin war Rie Koshika. Für das Charakterdesign war Masashi Kudō verantwortlich und die künstlerische Leitung lag bei Norifumi Nakamura. Die beiden Staffeln wurden vom 4. Oktober bis 20. Dezember 2012 und vom 8. April bis 1. Juli 2013 von TV Tokyo in Japan gezeigt. Die vier Staffeln wurden ins Englische, Französische (nur Staffel 1), Koreanische und Tagalog übersetzt sowie von mehreren Streaming-Plattformen online veröffentlicht, auch mit portugiesischen und chinesischen Untertiteln.
Neben der Fernsehserie kamen in Japan auch zwei kurze Adaptionen in Form von Original Video Animation heraus. Die erste war Hayate no Gotoku!, die am 6. März 2009 als Kurzfilm mit 27 Minuten Laufzeit herauskam. Bei der Produktion von Studio J.C.Staff führte Yoshiaki Iwasaki Regie und das Drehbuch schrieben Yōsuke Kuroda und Taku Satō. Von Juni bis Dezember 2014 folgte dann eine dreiteilige Kurzserie, ebenfalls unter dem Titel Hayate no Gotoku!. Die nun bei Manglobe animierte Serie wurde von Shinichi Inotsume geschrieben. Regie führte Yōichi Ueda.
Am 27. August 2011 kam in Japan der Film Hayate no Gotoku! Heaven Is a Place on Earth in die Kinos. Er entstand bei Manglobe unter der Regie von Hideto Komori und nach einem Drehbuch von Yasuko Kobayashi. HiDive zeigte eine englisch untertitelte Fassung per Streaming.

### Synchronisation
| Rolle            | Japanische Stimme |
| ---------------- | ----------------- |
| Nagi Sanzenin    | Rie Kugimiya      |
| Maria            | Rie Tanaka        |
| Hayate Ayasaki   | Ryoko Shiraishi   |
| Ayumu Nishizawa  | Mikako Takahashi  |
| Hinagiku Katsura | Shizuka Itou      |

### Musik
Die Musik der ersten beiden Staffeln wurde komponiert von Kotaro Nakagawa, für die beiden folgenden dann von Wataru Maeguchi. Die Vorspanntitel sind:
- Hayate no Gotoku! (ハヤテのごとく！) von Kotoko
- Shichiten Hakki*Shijō Shugi! (七転八起☆至上主義！) von Kotoko
- Wonder Wind von Elisa
- daily-daily Dream von Kotoko
- Can't take my Eyes off You von Eyelis
- Haru ULALA ♡ LOVE yo Koi! ! ! (春ULALA♡LOVEよ来い!!!) von Hinagiku Katsura

Für die Abspanne verwendete man die Lieder:
- Proof von Mell
- Get my way! von Mami Kawada
- Chasse von Kaori Utatsuki
- Ko no Me Kaze (木の芽風) von Iku
- Honjitsu, Mankai Watashi Iro! (本日、満開ワタシ色！) von Katsura Hinagiku mit Hakuō Gakuin Seitokai Sannin Musume
- Karakoi—Dakara Shōjo wa Koi o Suru (カラコイ～だから少女は恋をする～) von Nagi Sanzenin und Hayate Ayasaki
- Wonder Wind von Elisa
- Koi no Wana (恋の罠) von Haruka Yamazaki
- Heroine wa Koko ni Iru! (ヒロインはここにいる！) von Hayate Ayasaki
- Asterisk (アスタリスク) von Nagi Sanzenin
- Isoga ba Smile! (急がばスマイル！) von Sakuya Aizawa
- Manmaru Kakurenbo (まんまるかくれんぼ) von Isumi Saginomiya
- Daikirai wa Koi no Hajimari (ダイキライは恋のはじまり) von Hinagiku Katsura
- Nano Kiss (ナ・ノ・キ・ス) von Izumi Segawa
- Tsuki no Inori (月の祈り) von Ruka Suirenji
- Walkin‘ von Ayumu Nishizawa
- POKER FACE for all von Chiharu Harukaze
- Yakusoku (約束) von Maria
- Suiyōbi no Sunday (水曜日のサンデー) von Kayura Tsurugino
- Invitation ～Kun to Iru Basho de～ (Invitation ～君といる場所で～) von Hayate Ayasaki, Nagi Sanzenin und Maria

In Folge 44 der ersten Staffel wird Magical Destroy von Ryoko Shiraishi eingespielt. In der vierten Staffel werden folgende Lieder innerhalb einzelner Folgen verwendet:
- -paradigm shift- von Ruka Suirenji
- Bokura, Kakeyuku Sora e (僕ら、駆け行く空へ) von Ruka Suirenji
- Precious Nativity von Ruka Suirenji
- Yoki Shōjo no Tame no Pavane (善き少女のためのパヴァーヌ) von Ruka Suirenji

## Realverfilmung
Eine Verfilmung des Mangas als Realfilm-Fernsehserie entstand 2011 in Taiwan unter der Regie von Lim Tze-peng. Die 13 Folgen haben je eine Länge von 80 Minuten und liefen bei FTV und GTV.

## Videospiele
Zum Franchise erschienen auch drei Videospiele:
- Hayate no Gotoku! Boku ga Romeo de Romeo ga Boku de (ハヤテのごとく!ボクがロミオでロミオがボクで), 23. August 2007 von Konami für Nintendo DS[3]
- Hayate no Gotoku! Ojō-sama Produce Daisakusen Bokuiro ni Somare! (ハヤテのごとく!お嬢さまプロデュース大作戦 ボク色にそまれっ!), 14. März 2008 von Konami für Nintendo DS[4]
- Hayate no Gotoko!! Nightmare Paradise (ハヤテのごとく!! ナイトメアパラダイス), 26. März 2009 von Konami für PlayStation Portable[5]

## Rezeption
In Japan war der Manga ein Verkaufserfolg. So verkaufte sich der 18. Band über 370.000 Mal und war damit auf Platz 29 der meistverkauften Mangabände im ersten Halbjahr 2009. Mit diesem Band erreichte die gesamte Serie auch über 10 Millionen verkaufte Exemplare. Jason Thompson lobt den Manga als gelungene Parodie auf die Harem-Serien und Otaku-bezogenen Manga seiner Zeit, der zudem die Reihe der im Shōnen Sunday erscheinenden nerdigen Serien fortsetze. Protagonist Hayate gelange stets unverschuldet in missliche Situationen und ist – anders als sonst im Genre – kein Nichtsnutz oder Lüstling, sodass man sich leicht mit ihm identifizieren könne. Die Geschichten seien voll von Situationskomik und Anspielungen an andere Serien oder Aspekte des Genres und der Otaku-Kultur, aber ruhig und geschmackvoll erzählt. Die Zeichnungen jedoch seien leblos und öde.